# Alsten
Alsten o Alsta és una illa situada als municipis d'Alstahaug i Leirfjord, comtat de Nordland, Noruega. El fiord de Vefsn se situa a la costa est, el fiord de Leir a la costa nord, i el fiord d'Alsten a la costa sud-oest. La part oriental de l'illa està dominada per la serralada de les Set Germanes, amb cinc muntanyes de més de 1.000 metres d'altitud, mentre que la part occidental de l'illa és relativament plana i és la ubicació de la ciutat de Sandnessjøen i el poble de Søvika al sud.
Amb 30 quilòmetres de llarg, l'illa té una superfície de 153 quilòmetres quadrats, i el seu punt més alt és la muntanya Botnkrona, que arriba als 1.072 metres sobre el nivell del mar.
L'illa està connectada al continent per un pont a través de la Carretera Noruega 17, que connecta la part nord de l'illa amb el municipi de Leirfjord al continent. Aquesta mateixa carretera 17 continua a través de l'illa de nord a sud en el qual es connecta per un pont amb les properes illes d'Offersøya i Tjøtta.
La part oriental de l'illa és sovint anomenada la "part del darrere" de l'illa, ja que està a l'altra banda de les muntanyes de la part més poblada. Aquesta "part del darrere" es troba a l'interior del municipi de Leirfjord i un pont connecta l'àrea del llogaret de Sundøy a la part posterior de l'illa amb el continent.